# Ан-26В-100
Ан-26-100 и Ан-26В-100 — ближнемагистральные пассажирские самолеты, переоборудованы из Ан-26 и Ан-26Б.

## История создания
По постановлению Государственной авиационной администрации Украины, совместно с АНТК имени Олега Антонова 12 июля 1999 начали переоборудовать самолеты Ан-26 и Ан-26Б «Настенька» на пассажирские варианты Ан-26-100 и Ан-26Б-100. Самолеты оборудовались дополнительными иллюминаторами и пассажирским и бортовым оборудованием. Пассажирский салон дополнительно утеплялся и изолировался от шума .

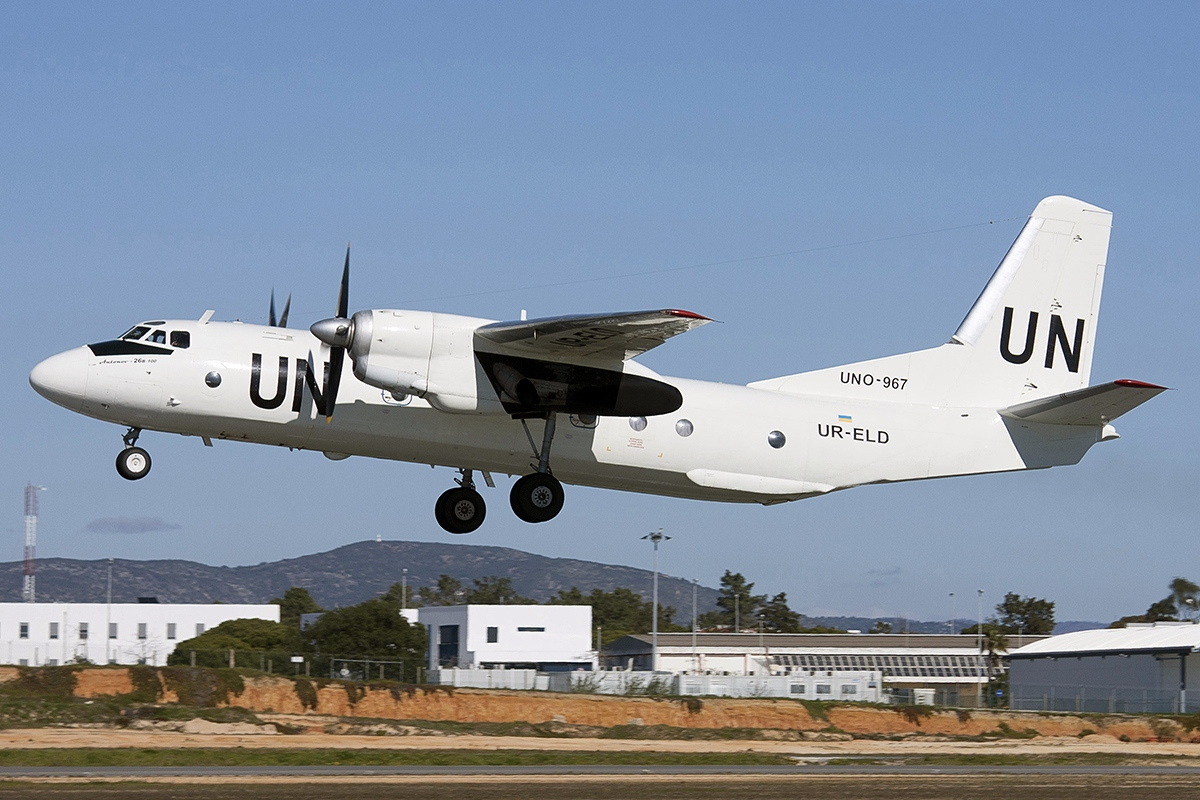
Ан-26-100 УРГА

Самолеты выпускаются в нескольких вариантах: пассажирские (до 43 пассажиров) и грузопассажирские (15-19 пассажиров и грузовой отсек).

## Техническое описание[3]

### Фюзеляж[4]
Фюзеляж цельнометаллический, балково-стрингерный, типа полумонококка. Силовой набор состоит из 51 шпангоута. Фюзеляж технологически разделен на четыре части: носовая — отсек Ф1 (по 11 шпангоут), средняя — отсек Ф2 (с 12 по 33 шпангоут), люковый отсек (с 34 по 40 шпангоут) и хвостовая часть   шпангоута). Большинство элементов конструкции фюзеляжа выполнено из листового и профилированного дюралюминия.
Носовой отсек герметичен. В нем находится кабина экипажа, между 1 и 7 шпангоутами. За ней расположена перегородка с дверью в бытовой сектор (с 7 по 12 шпангоутов). Нос фюзеляжа, до 1 шпангоута, не герметичен, в нем размещена антенна радиолокатора. Под кабиной экипажа находится отсек передней стойки шасси.
Средняя часть фюзеляжа герметична, в ней находится пассажирский салон и грузовой отсек. Пассажирский салон и грузовой отсек разделены перегородкой или шторкой, которая может располагаться по 30 (43 пассажира), 26 (31 пассажир), 22 (19 пассажиров) или 20 (15 пассажиров) шпангоута в зависимости от варианта. На потолке между 29 и 39 шпангоутами установлена монорельс, по которому движется тельфер. Тельфер предназначен для загрузочно-разгрузочных работ. В пассажирском салоне рельсы тельфера закрываются защитным кожухом. Аварийные люки расположены между 23 и 24 шпангоутами в правом борту и 14-15 в левом.
Грузовой люк находится между 33 и 40 шпангоутами и имеет прямоугольную форму. Длина люка 3300 мм, а ширина с 33 по 36 шпангоут 2340 мм и понемногу сужается до 2020 мм на 40 шпангоуте. Люк закрывается рампой на конце которой расположен клиновидный наезд. При закрытом люке наезд плавно переходит в хвостовую часть фюзеляжа.
Хвостовой отсек не герметичен. В середине расположены агрегаты навигационно-пилотажного и радиооборудования. В нижней части отсека между 41 и 42 шпангоутами находится входной люк.

### Крыло
Крыло Ан-26 высокого размещения, свободно-держательное трапециевидное в плане. Конструкция крыла — кессонного типа, состоит из двух лонжеронов и 23 нервюр. Технологически крыло разделено на пять частей: центроплан, две средние (СКК) и две съемные (СКК) части. Центроплан крепится к 17 и 20 шпангоут а фюзеляж. На нем размещены две однощелевые закрылки по принципу отклонения, на СЧК по одному двухщелевому выдвижному закрылку, а на ЗЧК по две секции элеронов. Общая площадь закрылок — 15 м², углы отклонения — 15° (при взлете) и до 38° (при посадке). Общая площадь элеронов — 6,12 м², углы отклонения — 24 ° (вверх) и до 16 ° (вниз). В середине центроплана находятся десять мягких баков, а в СЧК — два бака-отсека (по одному с каждой стороны).

### Хвостовое оперение
Хвостовое оперение — свободнодержательное, однокилевое. Состоит из двух консолей стабилизатора с рулем высоты, киля с рулем направления и форкиля. Стабилизатор и киль двухлонжеронной конструкции. На руле высоты установлен триммер, а на руле направления — пружинный триммер-сервокомпенсатор. Рули имеют осевую аэродинамическую компенсацию и стопроцентную сбалансировку. Общая площадь стабилизатора — 19,83 м², киля — 13,28 м², а форкиля — 2,57 м². Площадь руля высоты — 5,16 м², углы отклонения — 25° (вверх) и 20° (вниз). Площадь руля направления — 5 м², углы отклонения — ±25°.

### Шасси
Шасси Ан-26 трехопорное, с двумя главными и одной передней опорами. База шасси — 7650 мм, колея 7900 мм, минимальный радиус разворота 11250 мм. При полете все три опоры убираются в перед, основные в отсек в мотогондолах, под двигателем, а передняя в отсек под кабиной экипаж. Отсеки стоек шасси закрываются, как во время Полета, так и при рулении. По выпущенному шасси, открытыми остаются маленькие створки напротив амортизационных стоек. На каждой опоре установлены два колеса с пневматиками и с дисковыми тормозами на основных стойках. Передняя опора не тормозна, при рулении она поворачивается на угол ±45° и на угол ±9° при разгоне и пробеге. Выпуск и уборка шасси производится с помощью гидравлического цилиндра. В случае выхода из строя гидравлической системы замки убранного положения стоек шасси можно открыть вручную. В таком случае шасси опускаются и фиксируются в замках опущенного положения за счет своей массы и встречного.поток воздуха.
Главная опора шасси двухколесная с телескопическими азотно-оливковыми амортизаторами. Она состоит из: амортизаторной стойки, складного подкоса, распора, служащего замком выпущенного положения шасси и двух тормозных колес. В отсеке основных опор шасси расположены: силовой цилиндр опускания/уборки стоек шасси, замок убранного положения шасси и механизм управления створками.
Передняя опора шасси двухколесная с рычажной подвеской и азотно-масляным амортизатором. Она состоит из: амортизаторной стойки с центровочным устройством, рулевого механизма, гидроцилиндра для гашения колебаний, гидроцилиндра опускания/уборки стойки шасси, замков выпущенного и убранного положения шасси, механизма управления створками и двух нетормозных колес.
Колеса основных опор КТ-157 с камерными шинами 1А размером 1050×400 мм. Передние колеса К2105 с камерными шинами 6А размером 700×250 мм. Давление в камерах шин— 4 кгс/см².

### Силовая установка
На Ан-26 установлены два турбовинтовых двигателя АИ-24ВТ со взлетной мощностью 2820 л.с. Двигатели расположены в мотогондолах на центроплане. АИ-24ВТ оснащен десятиступенчатым компрессором и трехступенчатой турбиной. Камера сгорания кольцевая с 8 форсунками. Также в состав двигателя входят: стартер-генератор, генератор переменного тока, аэродинамические датчики, детектор обмерзания, система передачи крутящего момента, масляный фильтр и регулятор оборотов винта. Для питания двигателей используется горючее марок Т-1 и ТС-1. Двигатель крепится на центроплане крыла с помощью быстросъемной рамы с амортизатором и силовой фермы с передним силовым шпангоутом.

### ДСУ
В хвостовой части правой мотогондолы расположена расположенная дополнительная силовая установка (ДСУ): турбореактивный двигатель РУ19А-300 с тягой 800 кгс.
РУ19А-300 обеспечивает:
- дополнительную тягу при взлете и наборе высоты;
- необходимую тягу при отказе двигателя АИ-24ВТ;
- бортовой запуск двигателей АИ-24ВТ;
- питание электроэнергией бортовой сети самолета на стоянке, при неработающих двигателях АИ-24ВТ и при отказе генераторов СТГ-18ТМО-1000.

### Винт
Винт АВ-72Т — тяговый, левого вращения, флюгированный, диаметром 3,9 м. Винт одновальной схемы, металлический, с четырьмя дюралюминиевыми лопастями. Флюгирование его производится летчиком или системой автоматического флюгирования. Вывод винта из зафлюгированного положения, принудительный. Перевод лопастей на минимальный установочный угол при пробеге после посадки обеспечивает дополнительное торможение самолета за счет авторотации винта.

### Топливная система
Топливная система охватывает 10 мягких баков и два бака-отсека. Баки каждого полукрыла разделены на 3 группы. Для питания двигателей сначала берется горючее из первой группы баков, затем из второй, а дальше из третьей. Бак 3а также используется как расширительный бак для равномерного распределения горючего между левой и правой сторонами. Двигатель РУ19А-300 питается от магистрали питания правого основного двигателя. Заправка баков может производиться сверху через заправочные горловины или централизованно через заправочный штуцер в отсеке шасси левой мотогондолы. В полете система нейтрального газа заполняет пространство над горючим углекислым газом, а также эта система используется как дополнительное средство пожаротушения.

### Смазочная система
Каждый двигатель имеет автоматизированную смазочную систему (МС), которая обеспечивает подачу масла для смазывания и охлаждения двигателя, управления воздушным винтом и работы системы изменения крутящего момента. МС делится на внутреннюю и внешнюю. Внутренняя ТС состоит из: нагнетательной и откачивающей секции ТС, воздухоотделителя, масляных фильтров, каналов двигателя, оливозборника и трубопроводов расположенных непосредственно на двигателе. Внешняя ТС состоит из: маслобака, дренажного бачка, маслорадиатора с терморегулятором, флюгерного насоса, трубопроводов и контрольных приборов. Объем МС 64 л, а перед вылетом самолета в маслобак заливают еще 35-37 л смазки. В смазочной системе двигателя используется смесь смазочных масел: 75% трансформаторной смазки МК-8 и 25% смазки МС-20 или МК-22.

### Гидравлическая система
Гидравлическая система (ГС) предназначена для уборки/выпуска шасси, поворота колес передней опоры шасси, торможения колес основных опор шасси, выпуска/уборки закрылков, для привода стеклоочистителей, аварийного включения золотников флюгирования воздушных вин остановки двигателей, открытие и закрытие крышки аварийного люка и управление рампой грузового люка. В качестве рабочей жидкости используется Минеральное масло АМГ-10. Источником давления для основной ГС служат два насоса, расположенные на двигателях. Также в системе имеются гидроаккумуляторы, которые обеспечивают работу узлов во время стоянки самолета.
Аварийная ГС может использоваться для выпуска закрылков, торможения колес, открывания крышки аварийного люка и управления рампой грузового люка при выходе из строя основной ГС. Источником давления аварийной ГС служит электронасос. При необходимости этот насос может быть подсоединен к основной ГС.
Система ручного насоса может использоваться для управления рамкой.
Вся ГС имеет общий бак емкостью 37 л. Однако штуцер отбора жидкости для основной системы находится выше дна, а аварийной и системы ручного насоса на дне. Это обеспечивает запас жидкости для этих систем при потере жидкости из основной ГС.

### Система против обледенения
Состоит из воздушно-тепловой и электротепловой систем.
Воздушно-тепловой системой противообмерзания оснащены крылья, оперение самолета и воздухозаборники двигателей. Горячий воздух в систему против обмерзания поступает от 10 степени компрессора каждого двигателя по патрубку, проложенному по правому борту мотогондолы. В воздушно-тепловой системе используется микроинжекторный способ распределения воздуха с рециркуляцией отработанного воздуха. Этот способ обеспечивает эффективный, равномерный обогрев поверхности по всей длине, а также экономный расход горячего воздуха.
Электро-тепловой системой противообмерзания оснащены воздушные винты, лобовое стекло кабины экипаж и приемники воздушного давления.

### Система кондиционирования воздуха
(подробнее…)
Система кондиционирования воздух предназначена для поддержания в герметичной кабине температуры и давление в воздух в допустимых пределах на больших высотах. Воздух для подогрева/охлаждения, вентиляции и наддува кабины отбирается из компрессоров основных двигателей. Для охлаждения до нужной температуры воздух проходит через холодильную установку, после чего попадает в кабину. Воздух отбирается со скоростью 1440 кг/ч, что обеспечивает 20-26-кратный обмен воздуха в кабине. Давление в кабине регулируется выпускным клапаном.

## Летно-технические характеристики
Источник данных: 

Технические характеристики
- Экипаж: 5 человек
- Длина:
- Размах крыла: 29,20 м
- Высота: 8,58 м
- Площадь крыла: 74,98 м²
- Профиль крыла: трапециевидное
- Масса пустого: 15020 кг

- Вспомогательная силовая установка:  ×  РУ19А-300

Лётные характеристики
- Максимально допустимая скорость: 540 км/ч
- Максимальная скорость: 450 км/ч
- Крейсерская скорость: 430 км/ч
- Практическая дальность: 2000 км
- Длина пробега: 620 м

## Катастрофы
По данным на февраль 2011 года было потеряно 2 самолетa типа Ан-26Б-100.
| Дата     | Бортовой номер | Место крушения                 | Жертвы  | Краткое описание |
| -------- | -------------- | ------------------------------ | ------- | --- |
| 09.06.07 | ER-26068       | Возле авиабазы в Балади        | 32 / 35 | Разбился на подлете к авиабазе. |
| 22.09.07 | HK-4389        | Аэропорт Пасто-Антонио Нариньо | 0 / 53  | Самолет летел в Вилла-Гарсон, когда один из двигателей отказал. Экипаж взял курс на Пасто-Антонио для аварийной посадки. Ан-26 приземлился на взлетно-посадочную полосу, но не смог остановить. Он прошел 15 м за полосу и разбился на две части. Оторвалось правое крыло, сорвав часть фюзеляжа. |